# باشگاه فوتبال اشفورد یونایتد
باشگاه فوتبال اشفورد یونایتد (به انگلیسی: Ashford United Football Club) یک باشگاه فوتبال در شهر اشفورد، کنت، کشور انگلستان است که در سال ۱۸۹۱ میلادی تأسیس شده‌است.